# Newcastle (Nuevo Brunswick)
Newcastle es una parroquia canadiense situada en la provincia de Nuevo Brunswick.

## Superficie
Newcastle tiene una superficie de 578,7 km².

## Demografía
En 2021, tenía 1149 habitantes, una densidad poblacional de 2 hab./km², y 529 viviendas.